# العلاقات الروسية السعودية
كان الاتحاد السوفيتي أول دولة غير عربية اعترفت بالمملكة العربية السعودية وأقام معها علاقات دبلوماسية في فبراير/شباط عام 1926م. في عام 1930 حوّلت القنصلية السوفيتية في جدة إلى سفارة، وفي 17 سبتمبر/ايلول عام 1990 صدر بيان مشترك يعلن استئناف العلاقات الدبلوماسية بين المملكة العربية السعودية وروسيا الاتحادية على أسس ومبادئ ثابتة.
- في نوفمبر/تشرين ثاني عام 1994 زار رئيس الحكومة الروسية فيكتور تشرنوميردين الرياض، ضمن اطار جولته إلى دول مجلس التعاون الخليجي، وتم خلال الزيارة التوقيع على اتفاقية عامة للتعاون بين الحكومتين الروسية والعربية السعودية في مجالات التجارة والاقتصاد واستثمار الأموال والعلم والتقنية والثقافة والرياضة والشباب.
- في نوفمبر/تشرين ثاني عام 2003 قام الملك عبد الله -عندما كان ولياً للعهد - بزيارة رسمية إلى موسكو واجرى خلالها مباحثات مع الرئيس الروسي فلاديمير بوتين، وتم خلال الزيارة التوقيع على مجموعة من الاتفاقيات لتطوير علاقات التعاون الثنائية ومن ضمنها اتفاقيات في مجال النفط والغاز ومجال العلم والتكنولوجيا.
- قام الرئيس الروسي فلاديمير بوتين في فبراير/شباط عام 2007 بزيارة إلى المملكة العربية السعودية كأول زعيم روسي يقوم بهذه الزيارة. وتم خلال هذه الزيارة التوقيع على اتفاقية ثنائية في مجال الاتصالات الجوية ومعاهدة تفادي دفع الضريبة المزدوجة على المداخيل ورؤوس الأموال، وعدة اتفاقيات في مجال الثقافة وتبادل المعلومات والتعاون المصرفي. كما تم خلال الزيارة تحديد اتجاهات جديدة للتعاون (التكنولوجيا الذرية وغزو الفضاء في الأغراض السلمية). وقلد خادم الحرمين الشريفين الملك عبد الله الرئيس بوتين قلادة الملك عبد العزيز التي يتم منحها عادة لكبار الزعماء وقادة دول العالم.
- في نوفمبر/تشرين ثاني عام 2007 وصل موسكو بزيارة رسمية الأمير سلطان بن عبد العزيز ولي العهد ووزير الدفاع والطيران والمفتش العام في المملكة السعودية.
- وزار الأمير بندر بن سلطان الأمين العام لمجلس الأمن الوطني في المملكة العربية السعودية موسكو في السنوات 2006 و2007 و2008.
- وفي عام 2009 قام الأمير مقرن بن عبد العزيز رئيس الاستخبارات العامة سابقاً بزيارة رسمية لموسكو.الأمير فيصل بن عبد العزيز خلال زيارته لروسيا عام 1932م، حيث بعثه والده الملك عبد العزيز.

الأمير فيصل بن عبد العزيز خلال زيارته لروسيا عام 1932م، حيث بعثه والده الملك عبد العزيز.

- في يونيو عام 2015 قام الأمير محمد بن سلمان آل سعود ولي ولي العهد بزيارة رسمية لروسيا التقى فيها مع الرئيس الروسي فلاديمير بوتين.
- في مايو 2017 زار الأمير محمد بن سلمان روسيا استجابة لدعوة الرئيس فلاديمير بوتين.
- في أكتوبر 2017 قام العاهل السعودي الملك سلمان بزيارة موسكو وهي أول زيارة لملك سعودي إلى موسكو، حيث استقبله رئيس بلدية موسكو في المطار، والتقى الملك سلمان بالرئيس الروسي فلاديمير بوتين وبرئيس الوزراء ديمتري ميدفيديف والعديد من كبار مسؤلون الروس.
- في 14 أكتوبر 2019 وصل الرئيس فلاديمير بوتين إلى العاصمة السعودية، الرياض، في زيارة رسمية، حيث التقى الملك سلمان، وولي العهد الأمير محمد بن سلمان، وشهدت الزيارة إتمام عدد من الصفقات ومذكرات التفاهم والتعاون في مختلف المجالات.
- وفي 6 ديسمبر 2023 وصل الرئيس فلاديمير بوتين إلى الرياض، في زيارة رسمية، وعقد جلسة مباحثات مع ولي العهد، وقال بوتين: على مدى السنوات الـ7 الماضية وصلت العلاقات بين روسيا والسعودية إلى مستوى غير مسبوق.[1]ومن جانبه أكد ولي العهد السعودي الأمير محمد بن سلمان خلال اللقاء أن التنسيق المستقبلي في الجانب السياسي والأمني سيعزز أمن الشرق الأوسط والعالم كله.[2]وجاء في بيان مشترك بعد اجتماعهما أن روسيا والسعودية اتفقتا على أهمية تعزيز التعاون في مجال النفط والغاز بما يشمل إمدادات المعدات.[3][4]واتفق الجانبان على أهمية تعزيز التنسيق والتعاون بين البلدين في المنظمات الدولية بما فيها صندوق النقد الدولي والبنك الدولي، ومجموعة العشرين لمواجهة التحديات الاقتصادية التي يمر بها العالم.[5]

## العلاقات التجارية – الاقتصادية
ازداد حجم التبادل التجاري بين روسيا والمملكة العربية السعودية في الفترة ما بين سنوات 2003 – 2008 من 211.8 إلى 488.7 دولار أمريكي (بلغت قيمة الصادرات الروسية 465.9 مليون دولار أمريكي). وتتألف الصادرات من المعادن والمنتجات المعدنية، والعلف والورق والكارتون والخشب وسيارات الشحن.

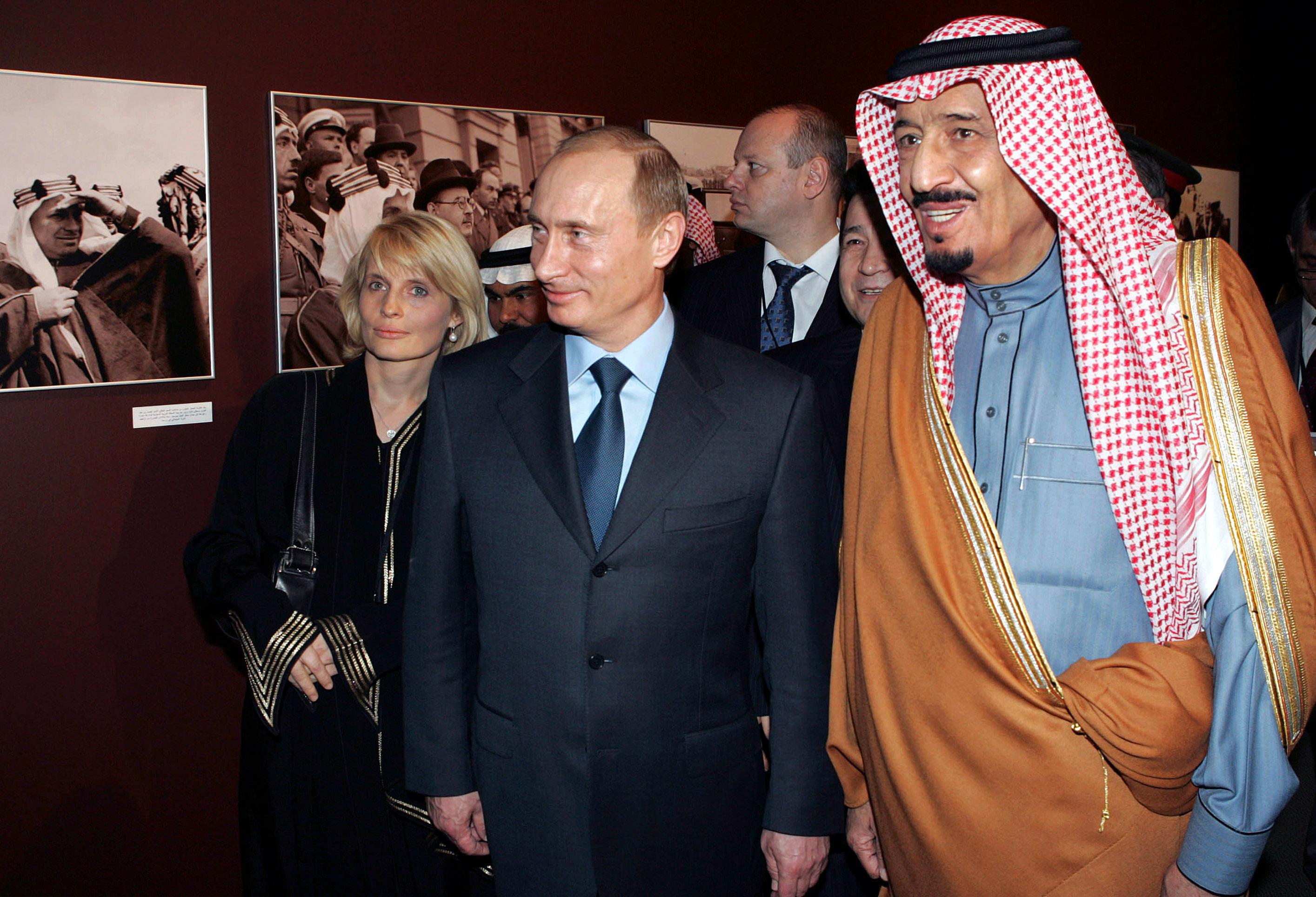
الأمير سلمان بن عبد العزيز مع الرئيس الروسي فلاديمير بوتين في عام 2007

منذ عام 2002 انطلق مجلس الأعمال الروسي السعودي وفي أبريل/نيسان عام 2008 تم في الرياض برعاية غرفة التجارة والصناعة الروسية ومجلس الأعمال الروسي العربي اقامة المعرض الروسي الأول «روسيا والمملكة العربية السعودية - آفاق مستقبلية جديدة للتعاون التجاري - الاقتصادي» وندوة أعمال. فيما تم اقامة المعرض الثاني عام 2010.
منذ عام 2002 تعمل اللجنة الحكومية المشتركة الروسية السعودية في مجال التجارة والاقتصاد والتعاون في المجال العلمي والتقني. وانعقد في الرياض عام عام 2005 اجتماعها الثاني فيما تم عقد الاجتماع الثالث للجنة المشتركة في بطرسبورغ في يونيو/حزيران عام 2010.
وشهدت زيارة الملك سلمان في أكتوبر 2017 إقامة منتدى الاستثمار السعودي الروسي الأول. كما شهدت زيارة الرئيس الروسي فلاديمير بوتين للمملكة في أكتوبر 2019 انعقاد الاجتماع الأول للجنة الاقتصادية السعودية الروسية، والمنتدى السعودي الروسي للرؤساء التنفيذيين الذي نتج عنه إبرام 17 مذكرة تفاهم و4 تراخيص لشركات روسية.

## القروض والمال
في عام 2007 تم التوقيع على مذكرة التعاون والتفاهم بين مصرف«فنيش ايكونوم بانك» ومصرف «روس ايكونوم بنك» من جهة والصندق السعودي للتنمية من جهة أخرى.

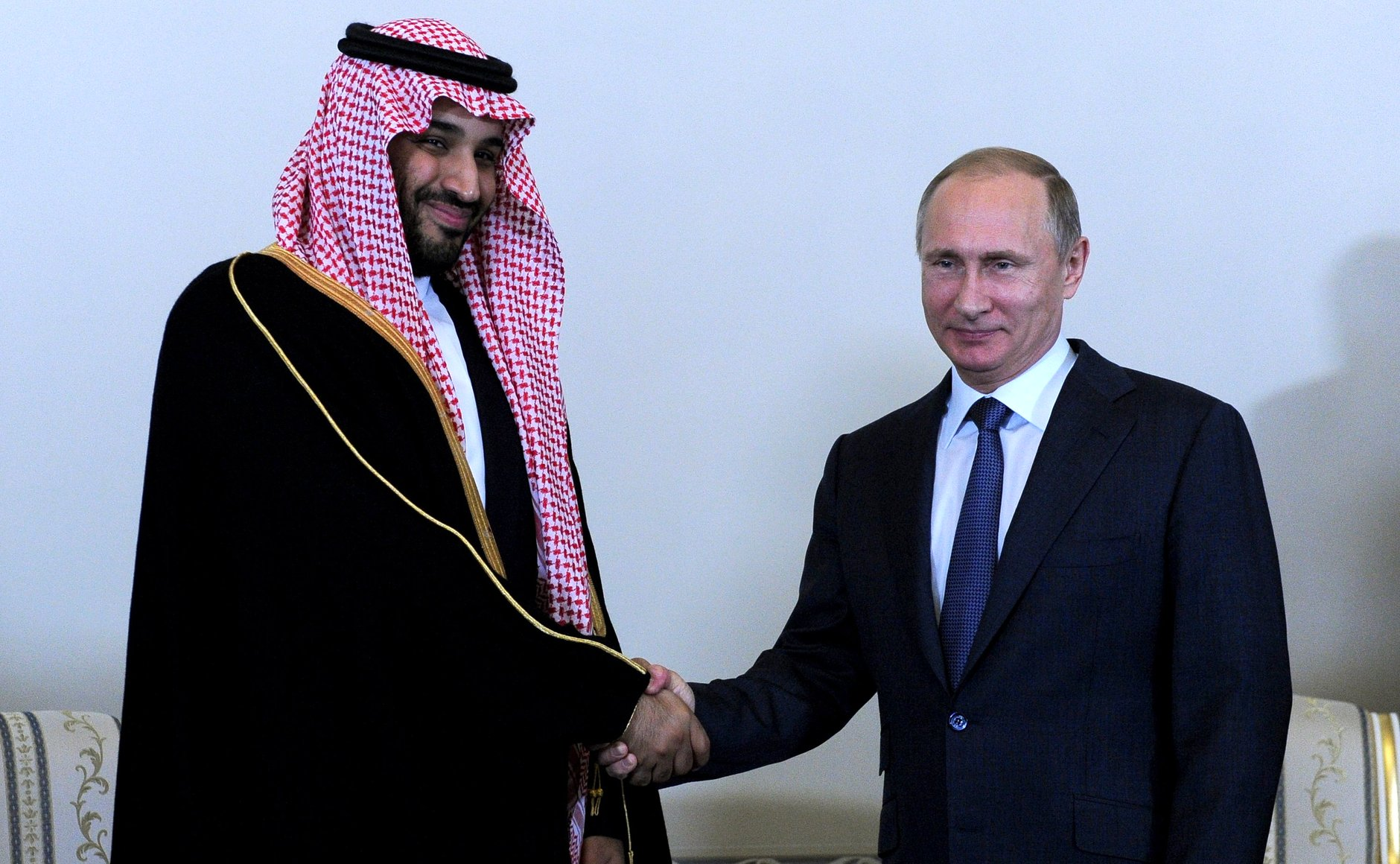
التقى الرئيس الروسي فلاديمير بوتين ووزير الدفاع السعودي الأمير محمد بن سلمان على هامش منتدى سانت بطرسبرغ الاقتصادي التاسع عشر. (18 يونيو 2015)

في الفترة بين 20 - 24 ديسمبر/كانون الأول عام 2008 زار الرياض وفد من رجال مصرف روسيا المركزي و5 مصارف روسية أخرى. وتم خلال اللقاءات مع ممثلي المصارف السعوديين التباحث حول الازمة المالية العالمية ودور المصارف في اجتيازها.
بمبادرة من مصرف«فنيش ايكونوم بنك» شارك صندوق التنمية السعودي في المعرض العربي الأول المقام في موسكو في الفترة بين 22 - 23 أكتوبر/تشرين الأول عام 2008.

## الطاقة
يتطور التعاون في مجال الطاقة ويستمر تبادل الزيارات على مستوى الوزارات. في عام 2004 تم التوقيع على اتفاقية بين الشركة الروسية المساهمة «لوكويل اوفرسيز هولدنغ» وحكومة المملكة العربية السعودية حول مساهمة الشركة الروسية في عمليات التنقيب وبناء مصنع لتسييل الغاز بجانب حقل «غوار» وهو أكبر حقل نفطي في العالم الواقع في جنوب شرقي المملكة العربية السعودية.
في عام 2004 تم في مدينة الخبر افتتاح مكتب للشركة الروسية المساهمة «ستروي ترانس غاز» وقامت هذه الشركة في سنة 2005 بطلب من غرفة التجارة والصناعة لمدينة الرياض بوضع تصور لإنشاء شبكة وطنية لنقل وتوزيع الغاز في المملكة العربية السعودية ووضعت تصميما لتوزيع الغاز في مدينة الرياض. ومنذ سنة 2006 تعمل في مدينة الخبر ممثلية شركة «غلوبالستروي – انجينيرينغ»
وتقوم الشركات الفرعية لشركة «تات نيفت» باختبار المعدات الخاصة بالأبحاث الجيوفيزيائية.

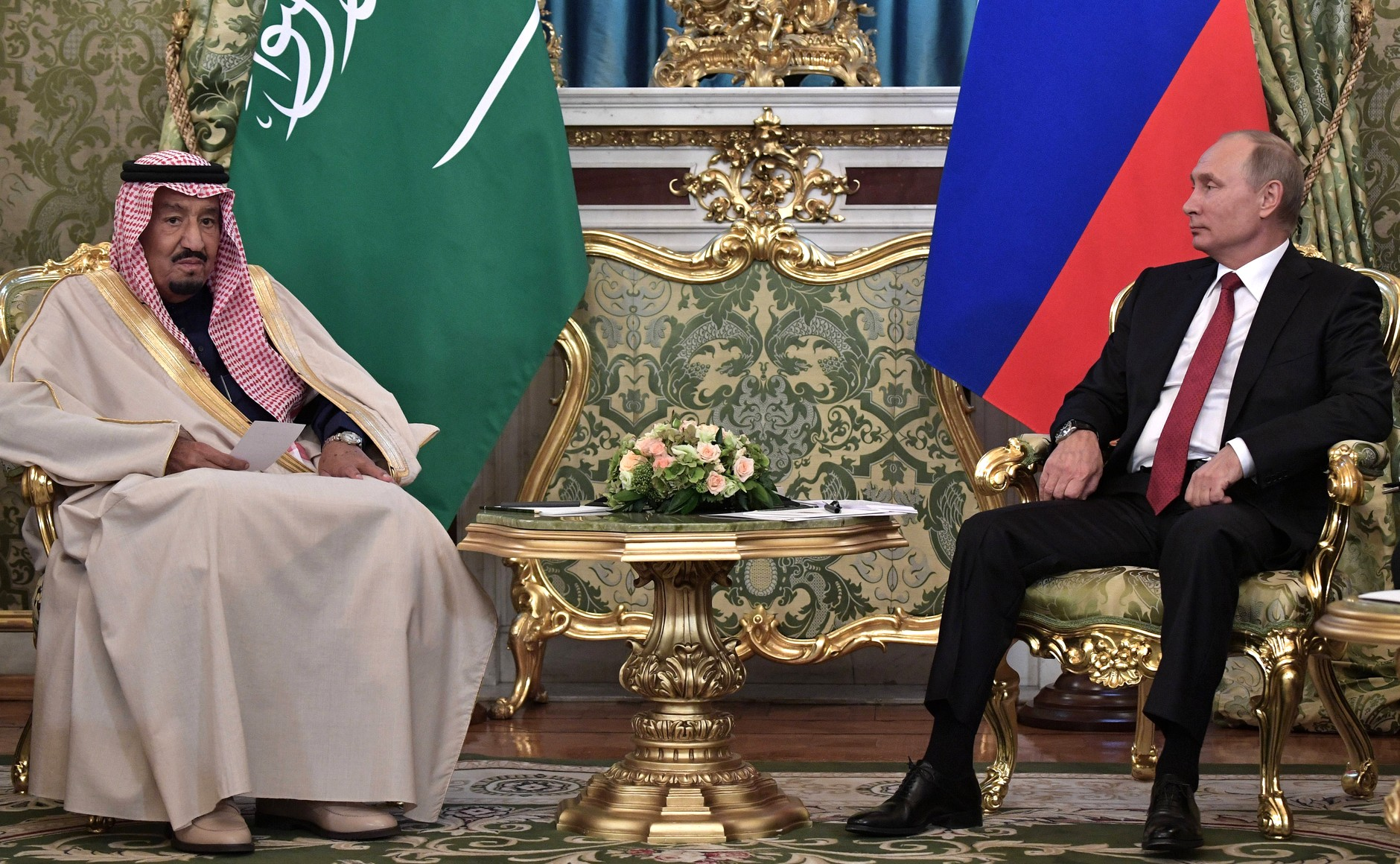
الرئيس الروسي فلاديمير بوتين وملك السعودية سلمان بن عبد العزيز آل سعود في الكرملين. (5 أكتوبر 2017)

وشهدت زيارات الملك سلمان والأمير محمد بن سلمان لروسيا توقيع عدد من مذكرات التفاهم واتفاقيات التعاون في قطاعي الطاقة والتصنيع، وهناك تفاهمات مشتركة بين البلدين تتعلق باستقرار سوق النفط، كما شهدت زيارة الرئيس فلاديمير بوتين للمملكة في أكتوبر 2019 توقيع السعودية وروسيا ميثاق التعاون بين الدول المنتجة للبترول خلال فعالية شراكة الطاقة السعودية الروسية.

## التعاون في مجال الفضاء
حملت الصواريخ الروسية في سبتمبر/ايلول عام 2000 إلى مدارات الفضاء الخارجي 13 قمرا صناعيا سعوديا يستخدم في مجال الاتصالات وسبر سطح الأرض عن بعد.
ويهتم الجانب السعودي بالمشاركة في مشروع إنشاء نظام الملاحة الفضائية «غلوناس». في شهر مايو/ايار عام 2007 جرت في الرياض الجولة الأولى للاستشارات حول المشروع وتم التعريف به.
وأعلنت مدينة الملك عبد العزيز للعلوم والتقنية في عام 2014 عن نجاح إطلاق القمر السعودي الصناعي (سعودي سات 4) من قاعدة يازني الروسية.
وخلال زيارة ولي العهد الأمير محمد بن سلمان إلى روسيا عام 2015، جرى توقيع مذكرة النوايا المشتركة في مجال الفضاء مع وكالة الفضاء الروسية في مدينة سانت بطرسبورغ، لبحث مشاركة المملكة في الرحلات الفضائية الروسية واستكشاف الفضاء بالمركبات المأهولة وغير المأهولة.

## التعاون العسكري
تمتد العلاقات الروسية السعودية إلى الجانب العسكري، وخلال زيارة الملك سلمان لروسيا في أكتوبر 2017 بحث مع الرئيس الروسي فلاديمير بوتين التعاون العسكري بين المملكة وروسيا، وأعلنت الشركة السعودية للصناعات العسكرية عن توقيع مذكرة تفاهم وعقد الشروط العامة مع شركة (روزوبورن اكسبورت) وهي شركة تصدير الأسلحة والمنتجات العسكرية التابعة لروسيا الاتحادية، وبتوجيه ولي العهد الأمير محمد بن سلمان وقع الجانبان على هذه الاتفاقيات. وتعنى مذكرة التفاهم بشكل رئيس بتوطين صناعة واستدامة أسلحة نوعية ومتقدمة جدًا في المملكة، كما تشمل نقل تقنية صناعة أنظمة (Kornet-EM) وهو نظام صاروخي متطور مضاد للدبابات بالإضافة إلى نقل تقنية صناعة منظومة راجمة الصواريخ (TOS-1A) وراجمة القنابل (AGS-30). كما اشتملت المذكرة على وضع خطة لتوطين صناعة واستدامة أجزاء من نظام الدفاع الجوي المتقدم (S-400)، بينما يعنى عقد الشروط العامة بتوطين صناعة سلاح (الكلاشينكوفAK- 103) وذخائره في المملكة. أيضا، اشتملت هذه الاتفاقيات على برامج لتعليم وتدريب الكوادر الوطنية في مجال الصناعات العسكرية بما يضمن استدامة وتطور هذا القطاع في المملكة العربية السعودية.

## التعاون في المجال الديني
تتطور بشكل ملحوظ العلاقات الإنسانية ومن ضمنها بين المنظمات الإسلامية. وتعمل منذ سنة 2002 اللجنة الروسية للحج، التي من واجبها ابداء المساعدة للحجاج الروس. وفي عام 2006 بلغ عدد الحجاج الروس إلى الأماكن المقدسة في المملكة العربية السعودية 18 الف شخص. وفي عام 2007 بلغ عددهم 26.5 الف شخص، ويتراوح عدد الحجاج الروس سنويا بين 16 و20 ألف حاج، بالإضافة إلى آلاف المعتمرين على مدار العام.
وفي يونيو/حزيران عام 2008 شارك وفد من مجلس المفتين في روسيا المملكة العربية السعودية للمشاركة في المؤتمر العلمي حول «تحديات العولمة ومشاكل العصر».
في الفترة بين 27 – 29 أكتوبر عام 2008 انعقد في مدينة جدة الاجتماع الرابع لمجموعة الرؤية الاستراتيجية «روسيا – والعالم الإسلامي».

## العلاقات الثقافية والعلمية
بدأ الاهتمام الروسي بالثقافة العربية في القرن السابع عشر مع ظهور أول ترجمة لمعاني القرآن الكريم، في مدينة بتراجراد الروسية (لينينجراد، أو سانت بطرسبرغ حاليا).
وضمن اطار زيارة الرئيس الروسي إلى المملكة العربية السعودية في شهر فبراير/شباط عام 2007 تم التوقيع على مذكرة وبرنامج التعاون للسنوات 2007 -2009 بين وزارة الثقافة والاعلام السعودية والوكالة الاتحادية للثقافة والسينما الروسية.
وفي العام 2007 أقامت وزارة الثقافة والإعلام السعودية (انفصلت لاحقا إلى وزارتين)، فعاليات ثقافية سعودية في روسيا في العاصمة موسكو ومدينتي قازان وبلغار بجمهورية تتارستان التابعة لروسيا الاتحادية، كما منحت المملكة رئيس تتارستان منتيمير شايمييف جائزة الملك فيصل العالمية لجهوده في خدمة الإسلام.
في 8 يوليو/تموز عام 2009 تم في موسكو التوقيع على برنامج التعاون العلمي بين معهد الاستشراق التابع لاكاديمية العلوم الروسية ومعهد البحوث العلمية للمعلومات التابع لوزارة الخارجية السعودية.
في عام 1992 تم افتتاح المدارس السعودية في موسكو.
منذ عام 2000 شاركت المملكة العربية السعودية في المعرض الدولي للكتاب في موسكو بهدف دعم الحركة الفكرية والثقافية بين البلدين.
وفي مارس 2002 استضافت الأكاديمية الإنسانية الاجتماعية الروسية في موسكو مهرجانا ثقافيا بعنوان «يوم الثقافة السعودية» شاركت فيه مجموعة من الشخصيات الثقافية والاجتماعية العربية الروسية وعدد من رؤساء البعثات الدبلوماسية العربية والإسلامية المعتمدين لدى روسيا الاتحادية.
وخلال الفترة من 3 ـ 10 سبتمبر 2003م أقامت مكتبة الملك عبد العزيز العامة اللقاء الثقافي السعودي الروسي بمدينة سانت بطرسبورغ، بمشاركة نخبة من المفكرين والمثقفين في كلا البلدين.
في سنة 2004 ارسل لأول مرة طلاب سعوديون للدراسة على حساب الحكومة الروسية. وفي المقابل هناك طلاب روس مسلمون في بعض الجامعات الإسلامية في السعودية. وتعد روسيا من أهم الدول الواقعة ضمن إشراف الملحقية الثقافية السعودية في تركيا، كما تعد ضمن الدول المشمولة ببرنامج خادم الحرمين الشريفين للابتعاث الخارجي، حيث يدرس المبتعثون في 18 جامعة روسية منها: جامعة الطب الأولى الحكومية في موسكو، وجامعة بافلوف سانت بطرسبورغ الطبية، وجامعة موسكو الحكومية التربوية، وجامعة لومونسوف بموسكو.
وفي مارس/اذار 2009 شارك وفد من روسيا برئاسة وزير الثقافة الكسندر افدييف في الذكرى اليوبيلية الـ25 لمهرجان الثقافة الوطني للعربية السعودية.
وفي مارس 2011 أدرجت جامعة الملك سعود اللغة الروسية ضمن برامج البكالوريوس لتخصصات قسم اللغات الحديثة.
وخلال الفترة 16 مايو إلى 14 سبتمبر عام 2011 استضاف متحف «الأرميتاج» في مدينة سانت بطرسبورغ معرض «روائع الآثار في المملكة العربية السعودية عبر العصور» وبلغ عدد زواره حينها أكثر من 530 ألف زائر وزائرة.
في العام 2012 أصدر مجمع الملك فهد لطباعة المصحف الشريف ومقره المدينة المنورة نسخة حديثة من ترجمة معاني القرآن الكريم باللغة الروسية، ترجمها الشيخ إلمير رفائيل كولييف، وكانت قاصرة على أداء المعاني العظيمة التي يدل عليها نص القرآن.

## الإعلام والرياضة
في 29 مايو عام 2006م جرى التوقيع في موسكو على برنامج التبادل الرياضي بين الهيئة العامة للرياضة والوكالة الفيدرالية للتربية والرياضة في روسيا.
وفي سنة 2007 وقعت اتفاقية تعاون بين وكالة أنباء «نوفوستي» الروسية ووكالة الأنباء السعودية.
في عام 2018 شارك المنتخب السعودي الأول لكرة القدم في بطولة كأس العالم.
في عام 2013 وقعت وكالة الأنباء السعودية مذكرة تعاون إخباري مع وكالة أنباء «إيتار تاس» الروسية في مجال الأخبار والصور، وتطوير التعاون بين الوكالتين الذي كان قد بدأ عام 2003.
وأطلقت وكالة الأنباء السعودية في نهاية عام 2015 خدمة بث أخبار المملكة باللغة الروسية. وسعت في العام 2016 إلى ترجمة رؤية المملكة 2030 إلى اللغة الروسية.
وفي أكتوبر 2019 جرى توقيع مذكرة تعاون إعلامي مع وكالة الأنباء الدولية روسيا سيغودنيا «سبوتنيك» تتضمن تأسيس مقرات تمثيل رسمي تابعة للوكالة الروسية في المملكة.

## وصلات خارجية
- البعثة السعودية في روسيا الاتحادية